# Urnehoved Tingsted
Urnehoved Tingsted er en mindepark ved Hærvejen øst for Bolderslev i Sønderjylland anlagt 1947. Det oprindelige tingsteds præcise beliggenhed kendes ikke, men det har sandsynligvis været i nærheden. Stedet var indtil 1523 landsdelens landsting.
Mindeparken anvendes til folkemøder, blandt andet Grundlovsdag.

## Begivenheder på det historiske tingsted
- 1074 Svend Estridsen holder ting
- 1134 Harald Kesja kongekåres
- 1137 Ifølge Saxo bliver Erik Emune "dræbt på tinge"
- 1183 Knud Valdemarsøn kongekåres
- 1523 Christian 2. hyldes

## Genforeningssten
Blandt stenene er der en til minde om Genforeningen i 1920 med indskriften "Vi stemte os hjem 1920".
- Indkørslen fra Oksevejen
- Der er bænke og en talerstol